# Godzilla – útok z neznáma
Godzilla – útok z neznáma (japonsky 怪獣大戦争, Kaidžú Daisensó) je šestý japonský celovečerní sci-fi film o monstru zvaném Godzilla. Natočil jej v produkci společnosti Tóhó režisér Iširó Honda v roce 1965.
Na filmu je patrné zaměření na převážně dětské publikum. Godzilla zde již vystupuje téměř jako kladný hrdina.

## Děj
Vědci na Zemi objeví podivné signály, které pocházejí z planety za Jupiterem. K planetě je vyslána pozemská raketa s dvojicí astronautů, kteří na planetě přistanou. Během průzkumu jsou zajati mimozemskými obyvateli, kteří jim ukáží monstrum, které devastuje povrch jejich planety. Je to trojhlavý netvor King Gidora. Vládce planety žádá pozemšťany o pomoc, která spočívá v zapůjčení pozemských netvorů Godzilly a Radona. Výměnou nabídnou lék proti rakovině.
Po návratu lidstvo odsouhlasí spolupráci a mimozemšťané si odvážejí pozemská monstra. S nimi letí i oba astronauté a vedoucí vědeckého týmu pro návod na lék. Po návratu na Zem však místo léku naleznou jen ultimátum: lidstvo se má podrobit, nebo je všechna tři monstra, která mimozemšťané dálkově ovládají, zničí. V následném boji se ale podaří nalézt zbraň proti mimozemšťanům i způsob, jak monstrům vrátit svobodu. Pozemské nestvůry odeženou King Gidora a samy se ukryjí v hlubinách oceánu.